# Gilbert Boutarel de Langerolle
Pour les articles homonymes, voir Boutarel.
Gilbert Boutarel, dit de Langerolle, né le 9 janvier 1737 à Clermont-Ferrand (Puy-de-Dôme), et mort le 4 septembre 1794 à Toulouse, est un général de la révolution française.

## Famille
Originaire d'une famille bourgeoise de Basse-Auvergne, il est le fils du second mariage de Jean-Amable Boutarel (ca1690 - Pontgibaud 1755), notaire royal, fermier de la seigneurie de Pontgibault et du prieuré de Sain-Ours, et de Marguerite Serre. Par le premier mariage de son père avec Marie Chirol de La Brousse, il a pour demi-frère Joseph Boutarel (ca1723 - Riom 1767), procureur du roi en la sénéchaussée d'Auvergne, et pour demi-neveu Claude Boutarel (1753-1828), nommé en 1792 trésorier-payeur général du département du Cantal. Ce dernier aura deux filles de son mariage avec Françoise de Ruffy: Marie Boutarel épouse de Théodore Ballon (Eauze 1788 - 1859), général commandant la place de Toulouse, et Anne-Éléonore Boutarel, épouse d'Hippolyte Delpech-Delperié (Sauveterre 1817 - Nouméa 1887), docteur en droit, magistrat au Sénégal, à Cayenne, à Pondichéry, conseiller à la Cour d'appel de Saïgon. Il a eu au moins un fils, Hugues Boutarel (1771 - Orcet 1852), capitaine d'état-major, puis inspecteur des Eaux-et-forêts, membre de l'Académie de Clermont, longtemps maire d'Orcet.

## États de service
Il entre en service le 2 août 1756 aux gendarmes et chevau-légers de Bourgogne, puis il participe à la guerre de Sept Ans. Il est nommé lieutenant le 1er mars 1759 au bataillon de milice de Clermont, et il est nommé aide major en 1763, puis il est réformé le 1er octobre 1763. 
Remis en activité avec le grade de lieutenant la même année au régiment provincial de Riom, il devient capitaine le 4 août 1771 au régiment provincial de Clermont. Il est réformé une deuxième fois et il est réintégré le 15 décembre 1775, et en 1778, il est attaché au bataillon de garnison de la Sarre. Il est fait chevalier de Saint-Louis le 10 mai 1789. Le 19 septembre 1791 il est élu capitaine à la 3e compagnie du 1er bataillon de volontaires du Puy-de-Dôme. 
En 1792, il est affecté à l’armée du Rhin, et il est nommé adjudant-général chef de brigade le 8 août 1793. Affecté à l’armée des Pyrénées-Orientales, il est promu général de brigade le 23 décembre 1793. Le 13 janvier 1794, il est désigné pour prendre le commandement de la ville de Foix, puis de la ville de Toulouse. Il meurt dans cette dernière ville le 4 septembre de la même année.

## Sources
- Gilbert Boutarel de Langerolle  sur roglo.eu
- Dayre de Mailhol, Dictionnaire historique et héraldique de la noblesse française, édition 1898.
- (en) « Generals Who Served in the French Army during the Period 1789 - 1814: Eberle to Exelmans »
- Alex Mazas, Histoire de l'ordre royal et Militaire de Saint-Louis depuis son institution, jusqu'en 1830, Tome 3, Firmin Didot frère, Paris, 1860, p. 466.